# Nacjonalizm walutowy
Nacjonalizm walutowy – sytuacja, w której bank centralny ogranicza lub likwiduje przyjmowanie oraz udzielanie różnego typu pożyczek we własnej walucie, jeżeli są zaciągane lub przyjmowane poprzez podmioty, które mają swoją siedzibę poza granicami danego państwa.
Pojęciem tym opisuje się także działania władz publicznych i monetarnych mających na celu wprowadzenie, zachowanie lub wzmocnienie krajowej waluty jako elementu tożsamości narodowej i symbolu niezależności politycznej. Uważa się, że działania takie mogą zakłócać międzynarodowy przepływ pieniądza i naruszać zasadę wolnej konkurencji. Istnieją postulaty twierdzące, że mając na uwadze procesy globalizacji w światowej gospodarce, należy porzucić ideę nacjonalizmu monetarnego i zrezygnować w obrocie międzynarodowym z niektórych walut. Przeciwnikiem nacjonalizmu monetarnego jest Robert Mundell, kanadyjski ekonomista i laureat Nagrody Nobla w dziedzinie ekonomii w 1999 r., który sformułował koncepcję optymalnych obszarów walutowych.